# INTERCAL

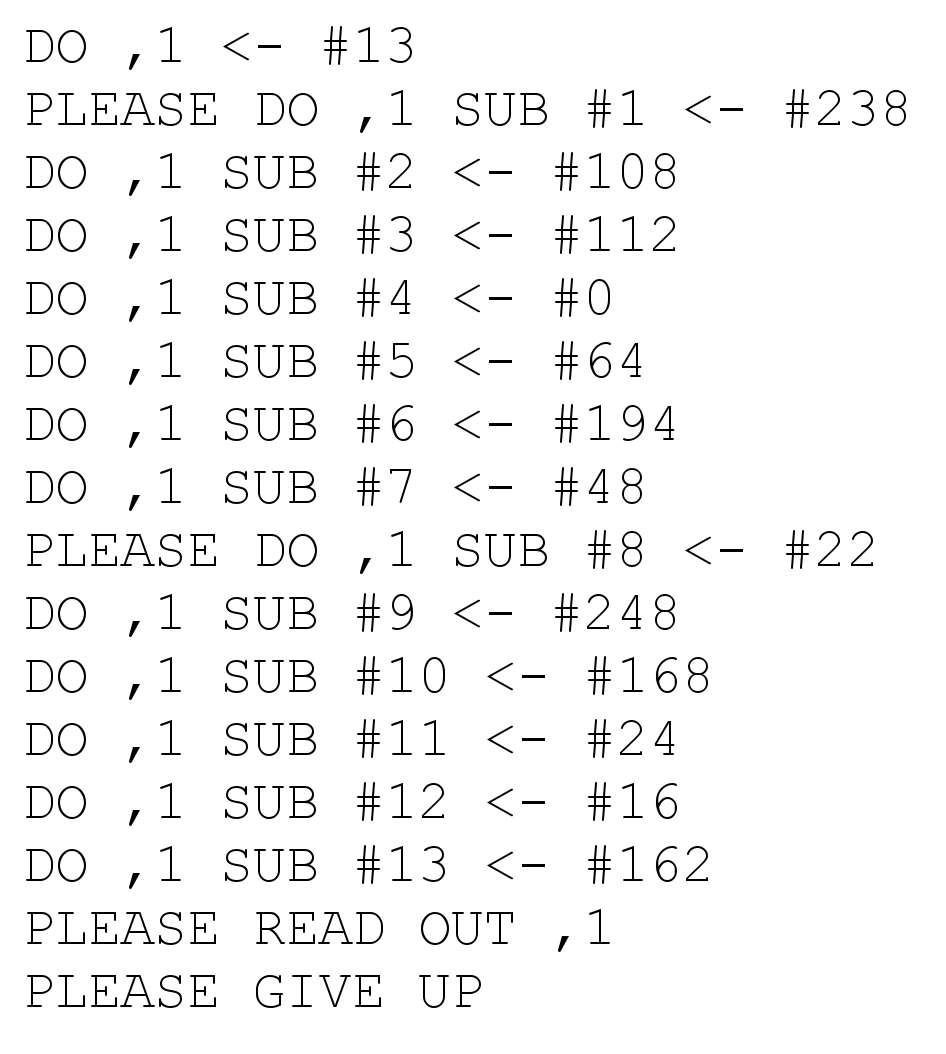
Hello World en lenguaje INTERCAL

INTERCAL es un lenguaje de programación esotérico diseñado para ser extremadamente difícil de entender. Es una parodia de los lenguajes de programación FORTRAN y COBOL.
Fue creado por Don Woods y James Lyons, estudiantes de Princeton, en 1972. La versión actual, C-INTERCAL, es mantenido por Eric S. Raymond. Los autores originales dicen que INTERCAL significa "Compiled Language With No Pronounceable Acronym" ("Lenguaje compilado con ningún acrónimo pronunciable")
```
DO ,1 SUB #5 <- #64
DO ,1 SUB #6 <- #194
DO ,1 SUB #7 <- #48
PLEASE DO ,1 SUB #8 <- #22
DO ,1 SUB #9 <- #248
DO ,1 SUB #10 <- #168
DO ,1 SUB #11 <- #24
DO ,1 SUB #12 <- #16
DO ,1 SUB #13 <- #162
PLEASE READ OUT ,1
PLEASE GIVE UP

```

Una de las características más peculiares de INTERCAL es que en lugar de tener la sentencia GOTO (desaconsejada por Edsger Dijkstra) tiene la instrucción COME FROM #, que indica que cuando se ha ejecutado la sentencia # se salta a la siguiente sentencia después de COME FROM #.